# Puygros
Ne doit pas être confondu avec Puy Gros.
Puygros est une commune française située dans le département de la Savoie, en région Auvergne-Rhône-Alpes.
La commune de Puygros s'étend dans le massif des Bauges, au cœur du plateau de la Leysse et au pied de la Galoppaz, pointe à l'origine du nom de la commune signifiant « la grande montagne ».

## Géographie

### Situation et description

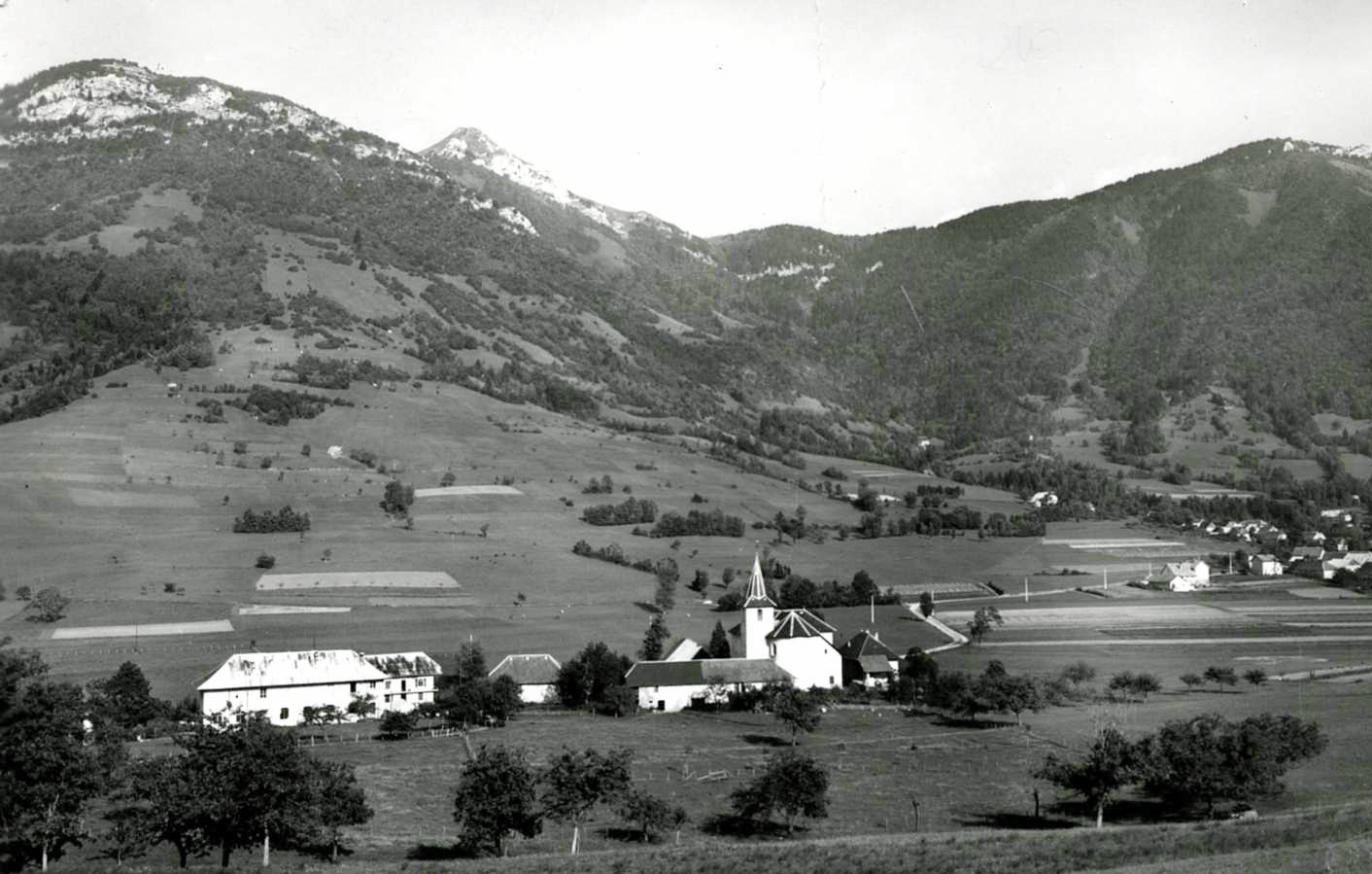
1950-1960, le mont Céty (1426 m) et la pointe de la Galoppaz (1681 m).

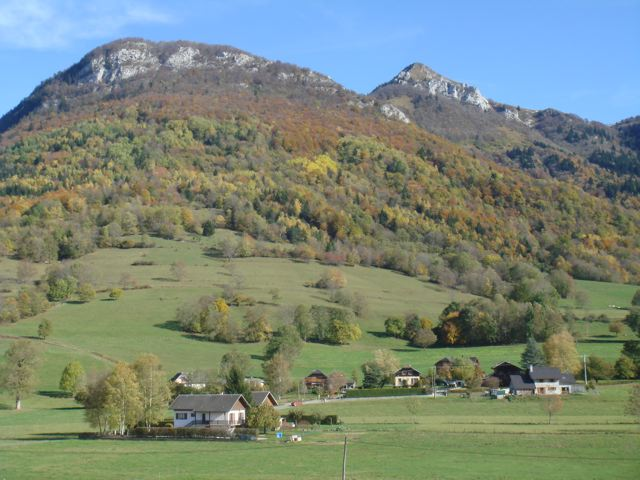
2010, le mont Céty (1426 m) et la pointe de la Galoppaz (1681 m).

Sur les contreforts sud-ouest du massif préalpin des Bauges sur le plateau de la Leysse qui domine la cluse de Chambéry, Puygros dépend administrativement du canton de Saint-Alban-Leysse et fait partie du parc naturel régional du massif des Bauges.
Son territoire, qui couvre une surface de 1 034 ha, s'appuie sur la bordure extérieure du synclinal des Aillons et se développe jusqu'en bordure de la Leysse.
Son altitude est comprise entre 381 m (bord de la Leysse, au niveau du Trou de l'Enfer) et 1 681 m (pointe de la Galoppaz).
Il s'étend jusqu'en bordure de la Leysse qui s'écoule dans un vallon très encaissé au centre du plateau. Il est limité par deux autres vallons : celui du ruisseau de la Reysse qui s'écoule du col des Prés et celui du ruisseau de Ternèze qui s'écoule du secteur de la commune de La Thuile.

### Communes limitrophes
Le territoire est desservi par des routes communales et la RD 21E, qui se branchent sur la RD 21 reliant Puygros aux communes voisines de Curienne au sud-ouest et Thoiry au nord.
Saint-Jean-d'Arvey est également une commune limitrophe en rive droite de la Leysse ainsi que La Thuile, dans la continuité sud du plateau de la Leysse.

### Climat
La commune connaît les rigueurs du climat montagnard, avec un hiver long et souvent enneigé. Le maximum de pluviosité se situe au printemps. Du fait de son exposition, le vent dominant est d'ouest.

## Urbanisme

### Typologie
Au 1er janvier 2024, Puygros est catégorisée commune rurale à habitat dispersé, selon la nouvelle grille communale de densité à sept niveaux définie par l'Insee en 2022.
Elle est située hors unité urbaine. Par ailleurs la commune fait partie de l'aire d'attraction de Chambéry, dont elle est une commune de la couronne,. Cette aire, qui regroupe 115 communes, est catégorisée dans les aires de 200 000 à moins de 700 000 habitants,.

### Occupation des sols
L'occupation des sols de la commune, telle qu'elle ressort de la base de données européenne d’occupation biophysique des sols Corine Land Cover (CLC), est marquée par l'importance des forêts et milieux semi-naturels (63,4 % en 2018), une proportion identique à celle de 1990 (63,4 %). La répartition détaillée en 2018 est la suivante : 
forêts (60,3 %), prairies (30,4 %), zones agricoles hétérogènes (6,2 %), milieux à végétation arbustive et/ou herbacée (3,2 %).
L'IGN met par ailleurs à disposition un outil en ligne permettant de comparer l’évolution dans le temps de l’occupation des sols de la commune (ou de territoires à des échelles différentes). Plusieurs époques sont accessibles sous forme de cartes ou photos aériennes : la carte de Cassini (XVIIIe siècle), la carte d'état-major (1820-1866) et la période actuelle (1950 à aujourd'hui).

### Hameaux et lieux-dits
Outre le chef-lieu, la commune est composée de cinq hameaux : Arvey, Fenestroz, Marle, le Chêne et le Bois et de deux lieux-dits : l'Epine et la Cruette. Ils sont implantés dans la partie centrale du territoire, marquée par une topographie plus douce, sous forme deplateau vallonné marqué par une alternance de boisements et de terres agricoles. Ces noyaux d'urbanisation s'inscrivent entre 660 et 791 mètres d'altitude.
Le chef-lieu est situé au centre de la commune à une altitude de 771 mètres.

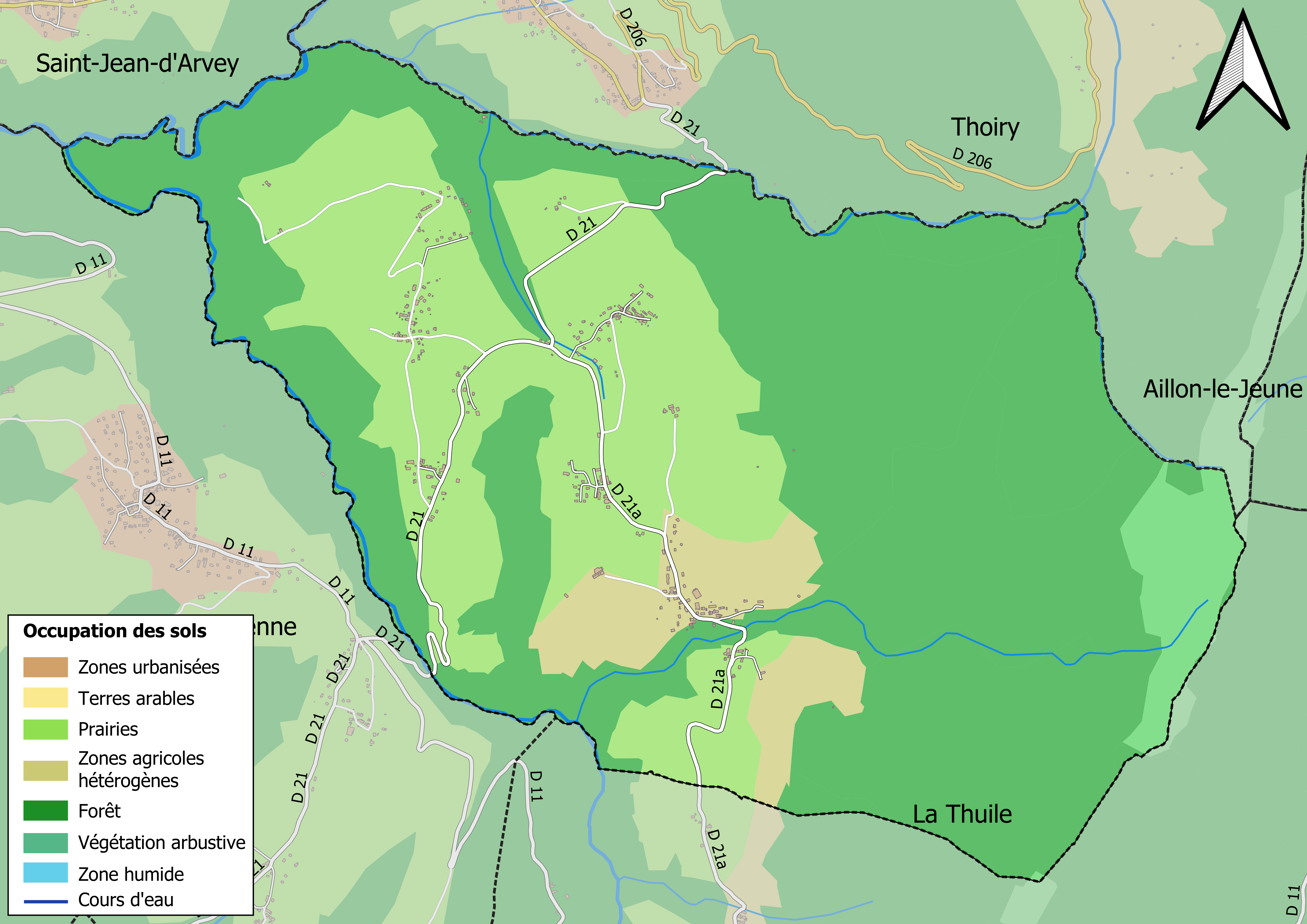
Carte des infrastructures et de l'occupation des sols en 2018 (CLC) de la commune.
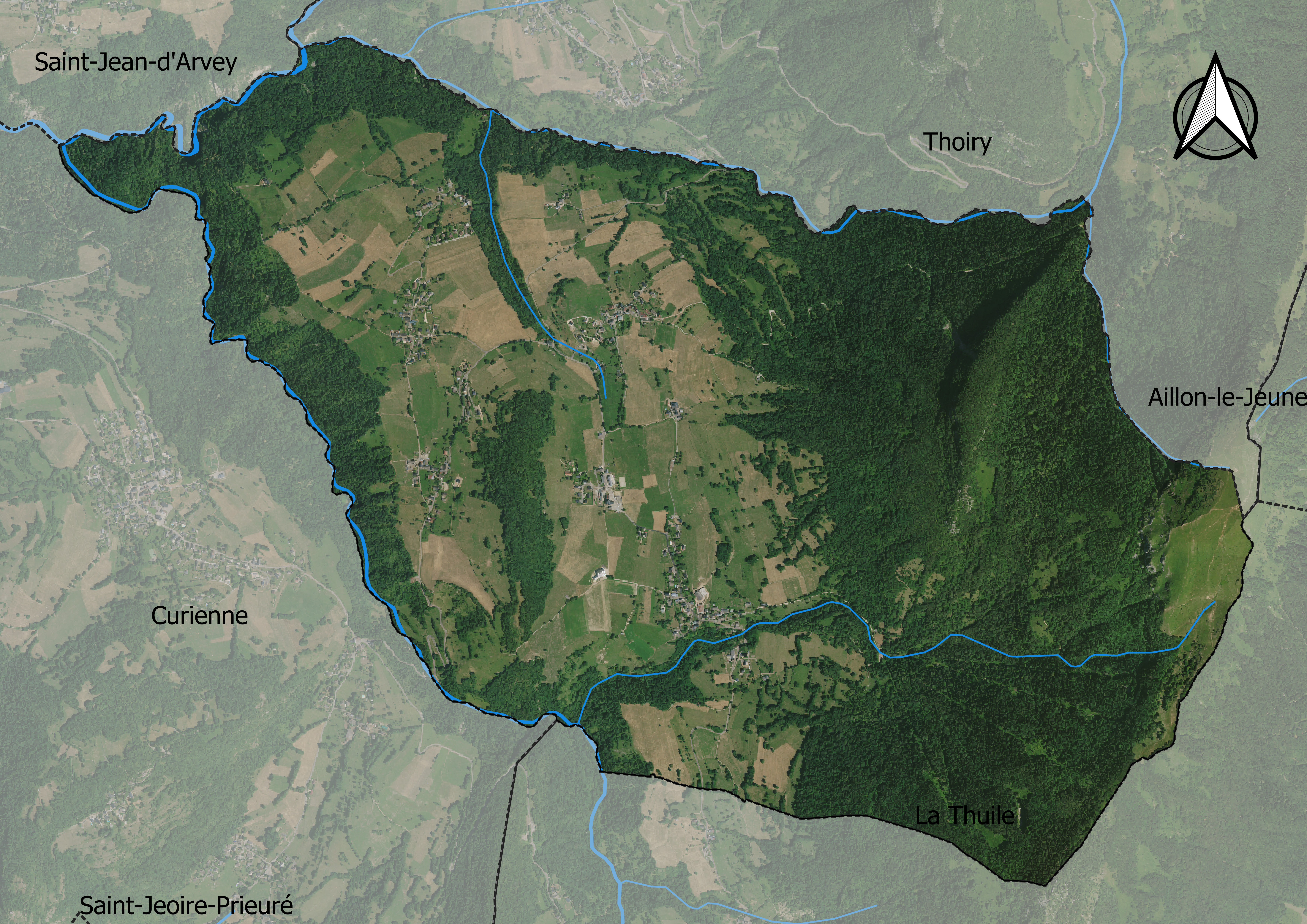
Carte orthophotogrammétrique de la commune.

## Toponymie
Les formes anciennes de Puygros sont Nantellum de Podio grosso (nom de personne en 1207), Petro de Podio grosso (nom de personne en 1340), Podium Grossum (1488), Puigros (1578), puis Puisgros, (parfois Puis-Gros, Puigros, Puisgros, Puitgros). Lors de l'occupation de la Savoie par la France révolutionnaire (1794 à 1814), le nom de la commune est orthographié Puygros (voir la section « Histoire du nom de la commune »).
Le toponyme provient du latin podium (Puy, désignant une « hauteur, colline »), associé à l'adjectif grossum, « gros, épais »,.
En francoprovençal, le nom de la commune s'écrit Pigrou (graphie de Conflans) ou Puégrôs (ORB).

## Histoire

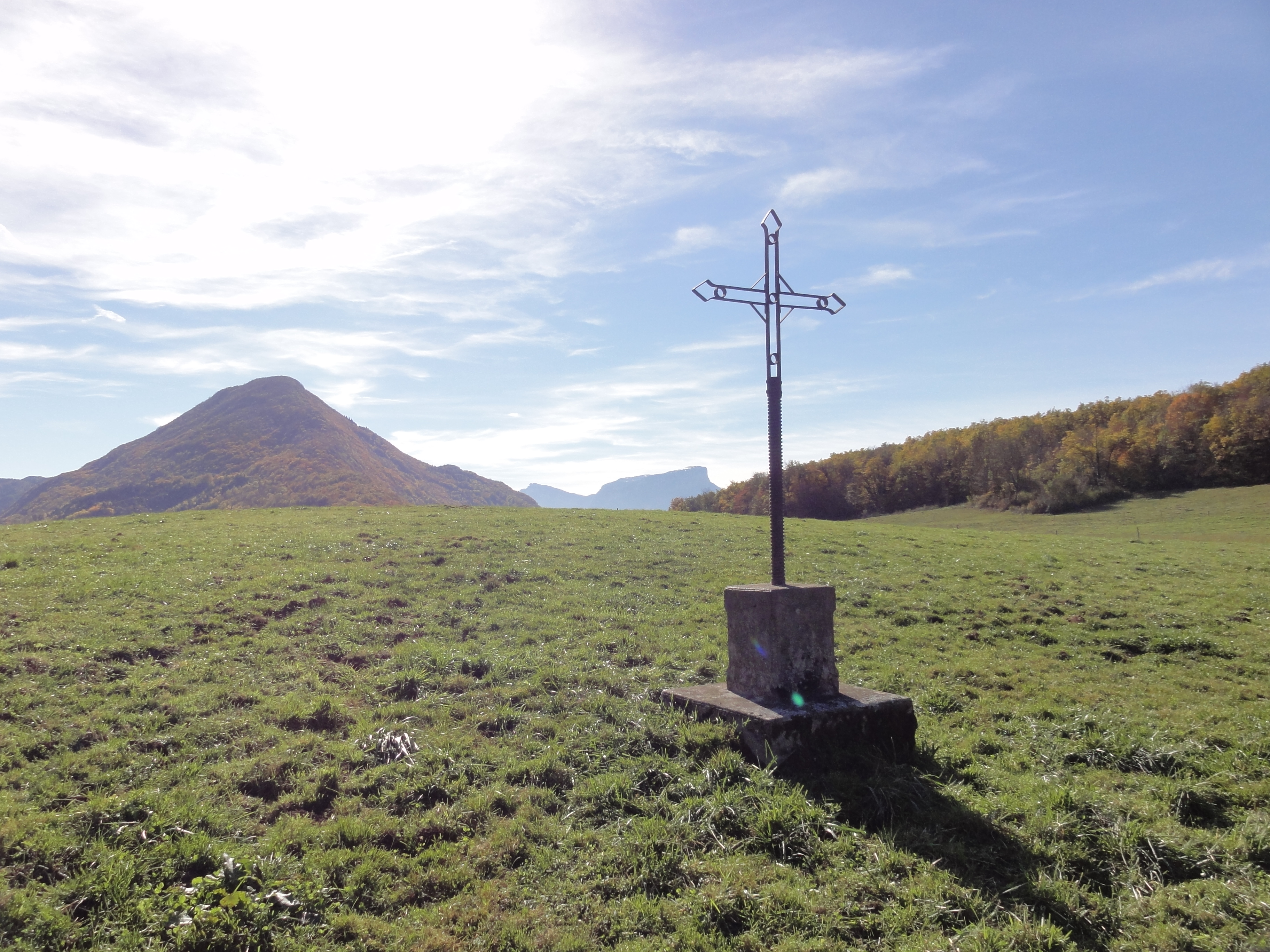
La croix de Miradou.

### Moyen Âge
Les seigneurs de Miolans, établis sur Chignin, ont juridiction sur toutes les paroisses du plateau de la Leysse.
Au XIIe siècle, les seigneurs d'Arvey ont établi leur pouvoir sur Saint-Étienne-d'Arvey  (Puygros), Sainte-Marie-d'Arvey (Thoiry), Saint-Jean-d'Arvey et Saint-Pierre-d'Arvey (La Thuile), avec des dépendances en Bauges. Ils se nomment aussi les seigneurs de Malesmans, apparentés aux seigneurs de Miolans. Guillaume de Malesmans de Puygros est aussi seigneur à Cruet.
Au XIVe siècle, les seigneurs de Puygros étendent encore leur pouvoir et leurs propriétés, qui vont alors du Lyonnais jusqu'en Savoie. Le système de succession luttait contre l'émiettement des biens en maintenant à chaque membre de la famille un droit sur tout l'ensemble. Les ventes n'étaient souvent que temporaires avec possibilité légale de ré-achat.

### Époque Moderne
Les deux anciennes paroisses de Fenestraz et de Saint-Étienne-d'Arvey (ecclesia Sancti Stephani de Arvisio, aliàs Sancti Stephani de Podio grosso) sont réunies pour former Puigros avec la construction d'« une église dans une situation intermédiaire ».
Les rapports entre le seigneur et ses paysans étaient souvent difficiles. Ainsi, le seigneur adoptait le château construit sur la colline de Miradou, et ne pouvait supporter que les paysans passent sur ses terres (au niveau du chef-lieu actuel). Un jour, il tira à l'arquebuse sur le curé accompagné de son sacristain, qui portait le Saint-Sacrement à un malade. Le projectile traversa l'ostensoir. La croix au socle de pierre, toujours plantée là, rappellerait cet évènement tragique. Les habitants auraient en représailles démoli le château. Le nom de Miradou signifierait, à la suite de cette agression : « mira dou », il visa sur les deux (hommes).

### Histoire du nom de la commune
Dans le registre de délibérations de 1816, le nom de la commune s'orthographie Puisgros.
Lors de la séance du conseil municipal du 4 février 1894, les élus demandent le rétablissement de l'orthographe du nom de la commune auprès du préfet. "...le nom de la commune n'est pas orthographié étymologiquement : c'est Puygros au lieu de Puisgros. La partie "Puy" en latin podium, signifiant montagne, il paraît évident que la commune a tiré son nom du mont Galoppaz. Dans les registres d'état civil de 1794 à 1814, on écrivait Puygros. Depuis l'annexion de la Savoie à la France, les curés qui se sont succédé ici ont toujours écrit Puygros. Ce n'est que sous le régime sarde qu'on a écrit indifféremment Puis-Gros, Puigros, Puisgros. Le sceau de la commune d'alors porte Puisgros. En conséquence, le conseil municipal demande de rétablir l'orthographe étymologique du nom de la commune : Puygros, au lieu de Puisgros."
Une demande officielle est faite auprès de la préfecture. L'affaire monte jusqu'au ministère de l'intérieur qui le 2 mai 1895 répond à la préfecture de la Savoie. Le 11 mai 1895, le secrétaire général de la préfecture fait écho de la réponse du ministre. Puisque depuis le dénombrement de la France en 1876, le nom de Puisgros s'est trouvé altéré, et qu'il s'agit d'une simple erreur orthographique, il n'est alors pas nécessaire de faire intervenir un décret. Toutefois, le nom de Puisgros ne peut être modifié que lors du prochain dénombrement qui a lieu en 1896. D'ici là, la commune pourra prendre dans les actes officiels le nom de "Puygros". À compter du 1er janvier 1896, la commune repris son nom de Puygros.
Sur les registres d'état civil, le nom de la commune s'écrit Puygros jusqu'en 1809 puis Puisgros.

## Politique et administration

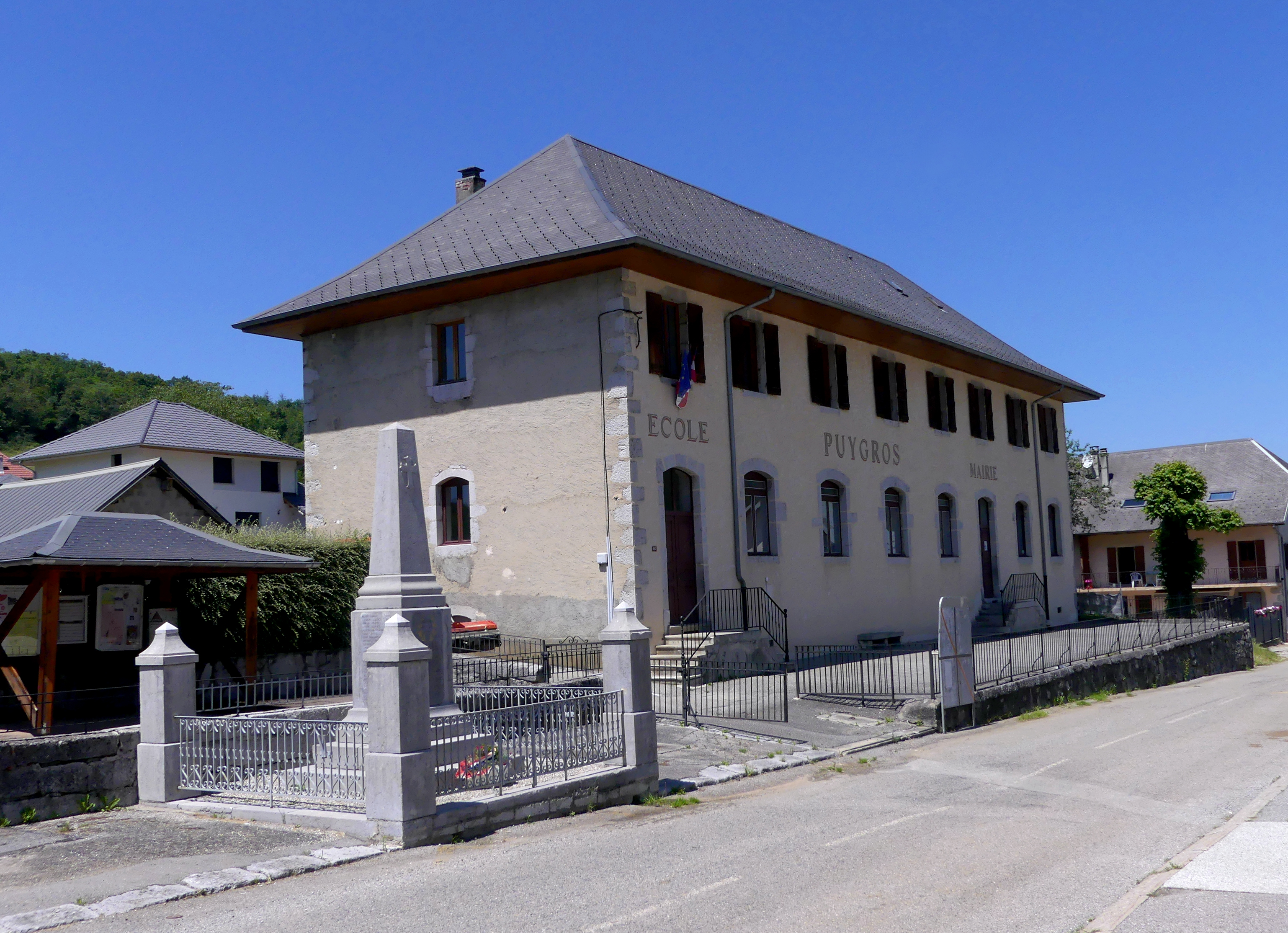
La mairie et école.

### Administration municipale
Le conseil municipal de Puygros se compose du maire, de deux adjoints et de huit conseillers municipaux.
Voici ci-dessous le partage des sièges au sein du conseil municipal :

### Tendances politiques et résultats
|                                 | 1er score | 1er score                                               | 2e score | 2e score                                | Participation |
| Élections européennes de 2014   |           | 35,23 % pour Jean-Marie Le Pen (FN)                     |          | 15,91 % pour Renaud Muselier (UMP)      | 56,88 %       |
| Élections municipales de 2014   |           | 65,64 % pour Laurence Jacquier (SE)                     |          | 65,64 % pour Claudine Challand (SE)     | 92,19 %       |
| Élections législatives de 2012  |           | 50,82 % pour Bernadette Laclais (PS)                    |          | 49,18 % pour Christiane Brunet (DVD)    | 59,37 %       |
| Élection présidentielle de 2012 |           | 57,14 % pour Nicolas Sarkozy (UMP)                      |          | 42,86 % pour François Hollande (PS)     | 88,46 %       |
| Élections régionales de 2010    |           | 47,25 % pour Jean-Jack Queyranne (PS)                   |          | 28,57 % pour Françoise Grossetête (UMP) | 64,07 %       |
| Élections cantonales de 2008    |           | 43,52 % pour Jean-Pierre Burdin (PRG) (élu au 1er tour) |          | 28,24 % pour Christiane Nantois (DVD    | 76,51 %       |

### Liste des maires
| Période                                  | Période      | Identité                      | Étiquette | Qualité |
| ---------------------------------------- | ------------ | ----------------------------- | --------- | --- |
|                                          | 1860         | Michel Antoine Doppet         | ...       | ... |
| 1871                                     | 1874         | Claude Mongellaz dit l'évêque | ...       | ... |
| 1874                                     | 1876         | Joseph Laslaz                 | ...       | ... |
| 1876                                     | 1876         | Antoine Gachet                | ...       | ... |
| 1876                                     | 1884         | Claude Mongellaz dit l'évêque | ...       | ... |
| 1884                                     | 1888         | Joseph Caille                 | ...       | ... |
| 1888                                     | 1893         | Claude Mongellaz dit l'évêque | ...       | ... |
| 1893                                     | 1907         | Alphonse Miguet               | ...       | ... |
| 1907                                     | 1913         | André Gachet                  | ...       | ... |
| 1913                                     |              | Claude Gachet                 | ...       | ... |
| 1945                                     | 1953         | Florentin Hyvert              | ...       | ... |
| 1953                                     | mars 1977    | Pierre Joseph Poncet          | ...       | ... |
| mars 1977                                | mars 1983    | Camille Jacquier              | ...       | ... |
| mars 1983                                | mars 1995    | Henri Donaz                   | ...       | ... |
| mars 1995                                | mars 2008    | René Bouvet                   | ...       | ... |
| mars 2008                                | février 2018 | Gérard Marcucci               | ...       | Le 19 février 2018, le maire Gérard Marcucci, affecté par des problèmes de santé et par la démission de plusieurs conseillers municipaux (4 en 2014 et 2 en 2018, sur 11), décide de quitter son poste et présente sa démission au préfet. Le reste du conseil municipal le suit dans sa décision. |
| mars 2018                                |              | Luc Meunier                   | ...       | ... |
| Les données manquantes sont à compléter. |              |                               |           | |

## Population et société

### Démographie
L'évolution du nombre d'habitants est connue à travers les recensements de la population effectués dans la commune depuis 1793. Pour les communes de moins de 10 000 habitants, une enquête de recensement portant sur toute la population est réalisée tous les cinq ans, les populations de référence des années intermédiaires étant quant à elles estimées par interpolation ou extrapolation. Pour la commune, le premier recensement exhaustif entrant dans le cadre du nouveau dispositif a été réalisé en 2004.

En 2022, la commune comptait 375 habitants, en évolution de −3,35 % par rapport à 2016 (Savoie : +3,63 %, France hors Mayotte : +2,11 %).
| 1793 | 1800 | 1806 | 1822 | 1838 | 1848 | 1858 | 1861 | 1866 |
| ---- | ---- | ---- | ---- | ---- | ---- | ---- | ---- | ---- |
| 615  | 650  | 708  | 748  | 884  | 872  | 748  | 733  | 765  |

| 1872 | 1876 | 1881 | 1886 | 1891 | 1896 | 1901 | 1906 | 1911 |
| ---- | ---- | ---- | ---- | ---- | ---- | ---- | ---- | ---- |
| 753  | 790  | 785  | 753  | 745  | 686  | 609  | 567  | 510  |

| 1921 | 1926 | 1931 | 1936 | 1946 | 1954 | 1962 | 1968 | 1975 |
| ---- | ---- | ---- | ---- | ---- | ---- | ---- | ---- | ---- |
| 419  | 378  | 394  | 380  | 321  | 280  | 253  | 214  | 189  |

| 1982 | 1990 | 1999 | 2004 | 2006 | 2009 | 2014 | 2019 | 2022 |
| ---- | ---- | ---- | ---- | ---- | ---- | ---- | ---- | ---- |
| 231  | 323  | 315  | 330  | 341  | 364  | 383  | 379  | 375  |

Un texte conservé aux archives départementales à Chambéry, apporte un dénombrement précis en 1561. Un gabelou, Claude Cayres, chargé du recensement en Savoie, obtient un curé de la paroisse de Puygros, nommé Bartholomée Donzelle et des prudhommes et conseillers de cette paroisse (Imbert Tardy, François Guillet, Jean Martel, Claude Tardy, Jean Caille, Pierre Fontaine, Benoît Michaud, Christophe Michel, Amédée Poncet et Jean Vachet) le compte de la population : il y avait, au milieu du XVe siècle, 63 familles. Parmi celles-ci la famille du seigneur, François Charançonnay : le seigneur, son batard François, son bouvier Jean, un vacher, une chambrière, Claude. Il possédait : 11 bœufs, 3 vaches et 2 veaux. Au foyer du vicaire vivaient sa servante et sa nièce : le vicaire possédait 2 bœufs, 4 vaches et 2 chèvres.

### Enseignement
La commune est rattachée à l'académie de Grenoble.

## Culture locale et patrimoine

### Lieux et monuments

#### Église

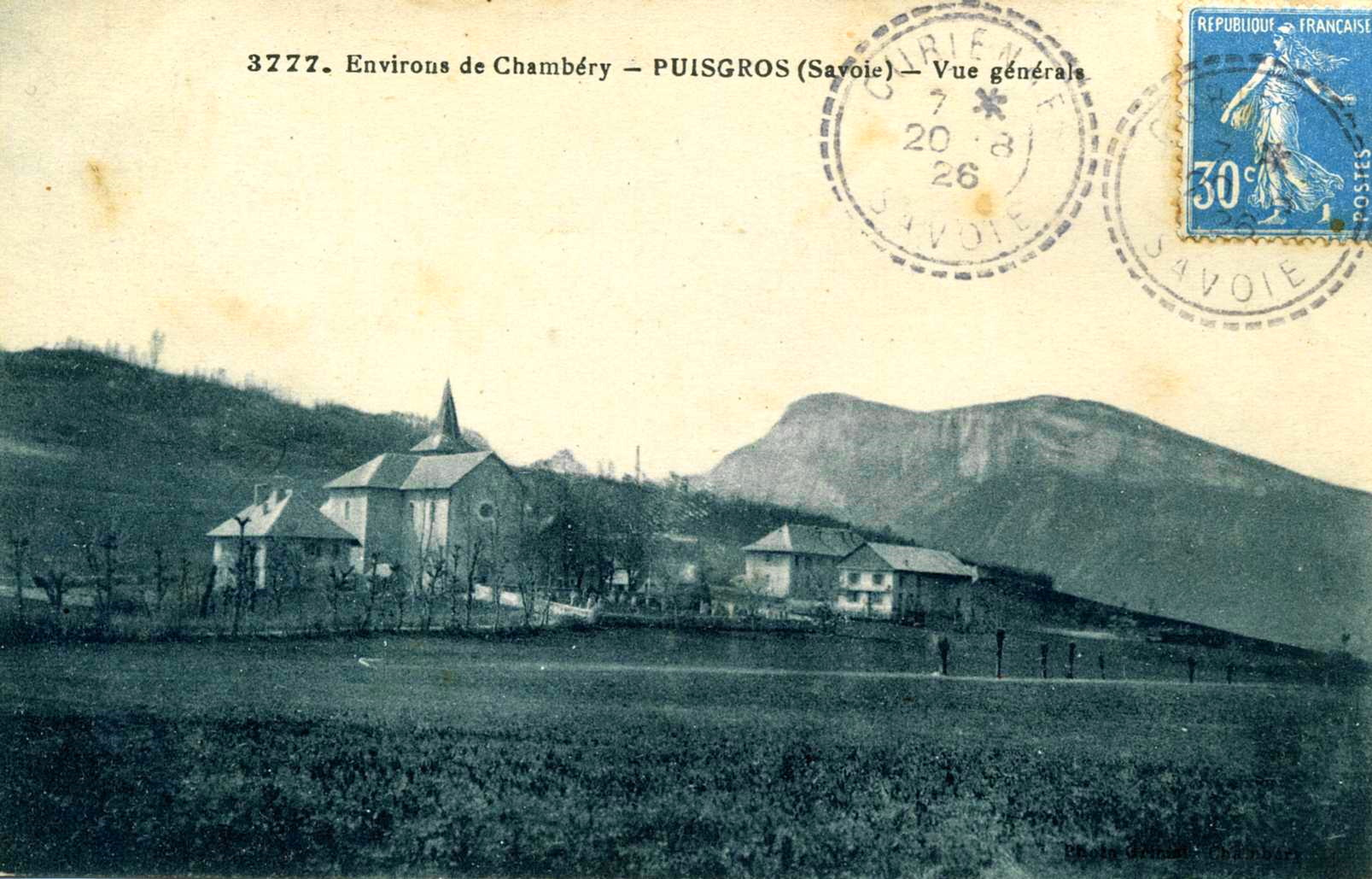
Église de Puygros (1926).
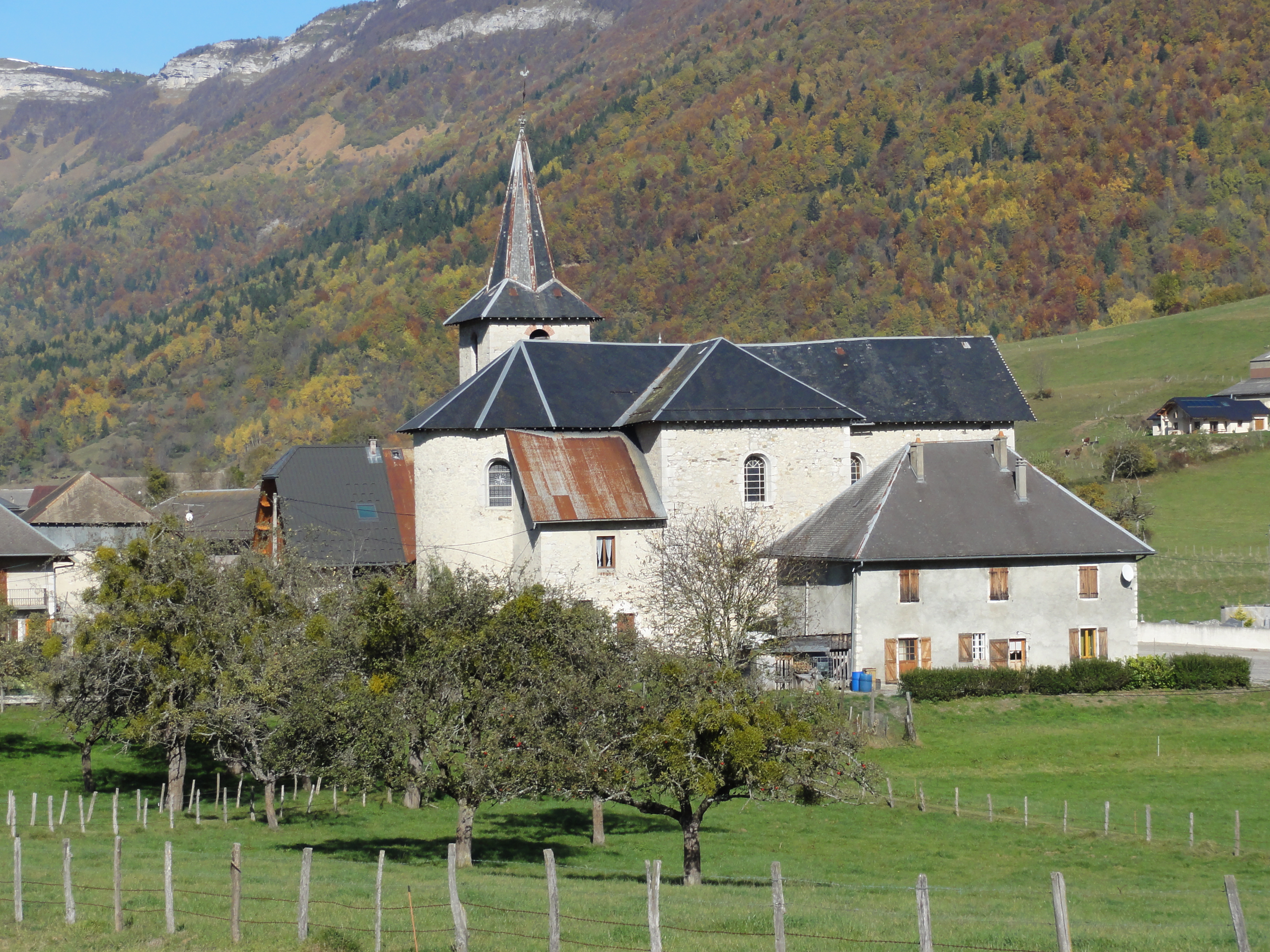
Église de Puygros.
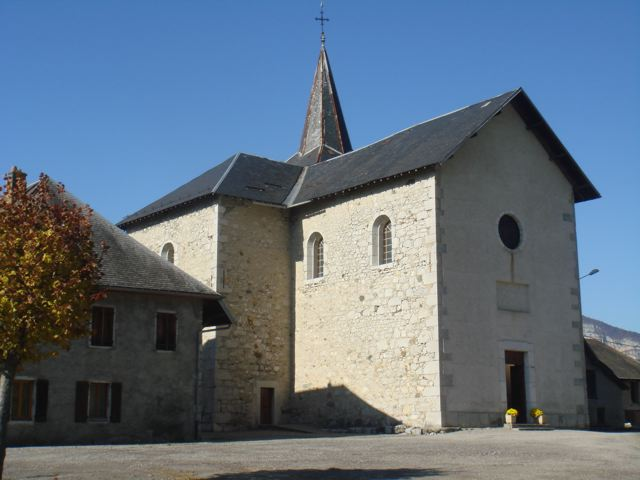
Église de Puygros.
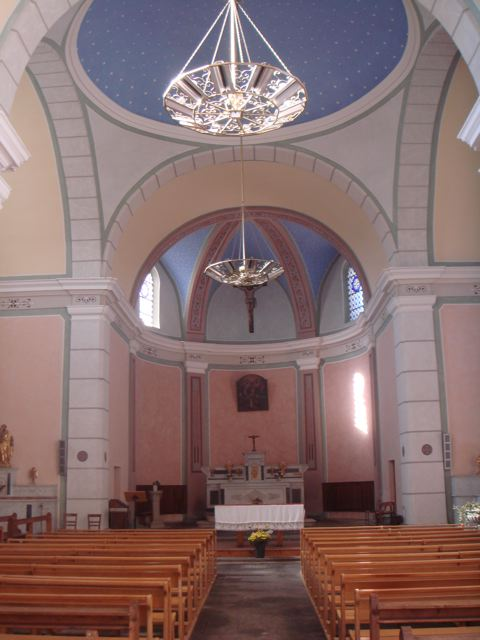
Église de Puygros.

Église Saint-Étienne, néoclassique sarde du XIXe siècle (1844-1845).

#### École-Mairie

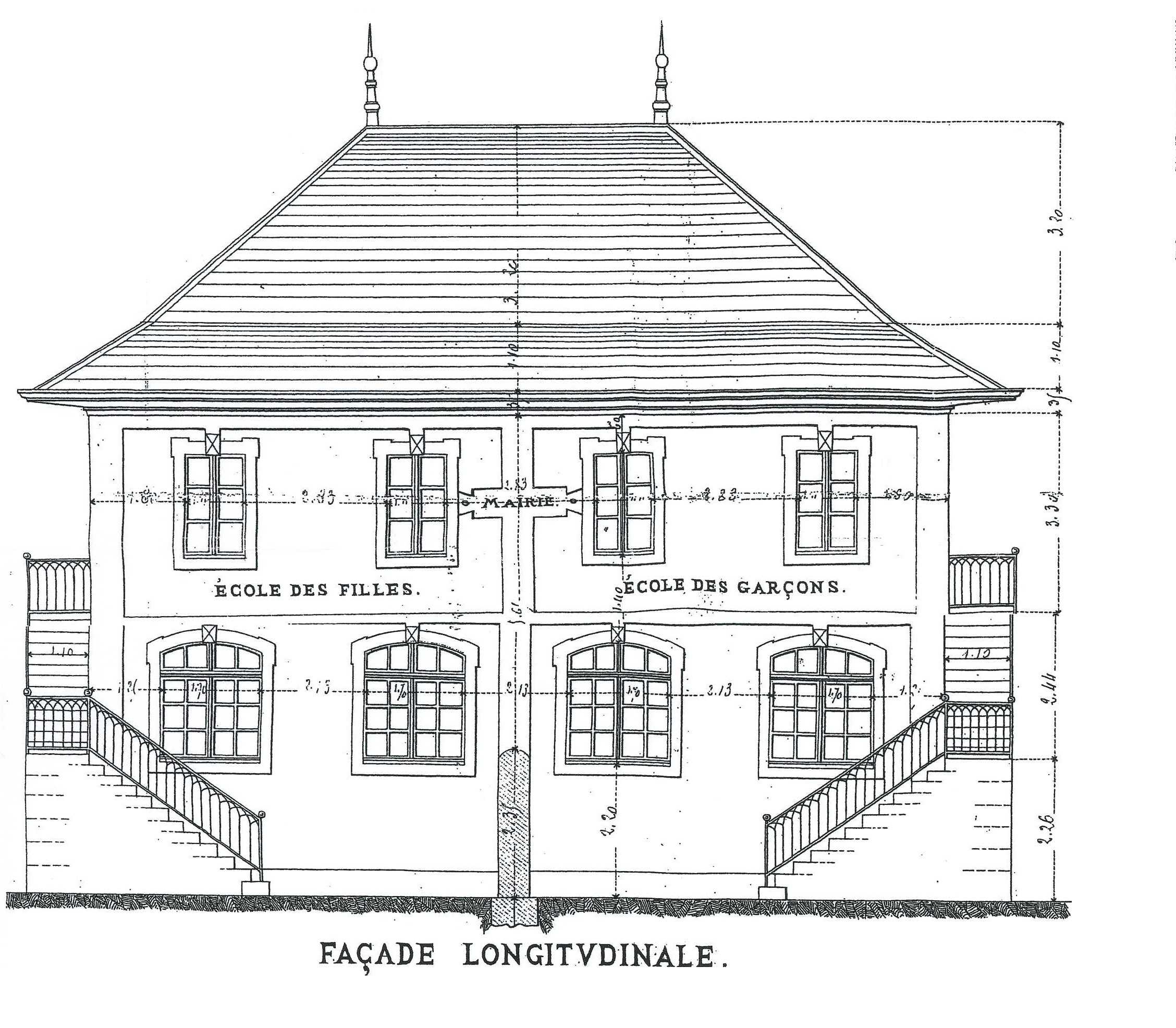
Plan de 1862.
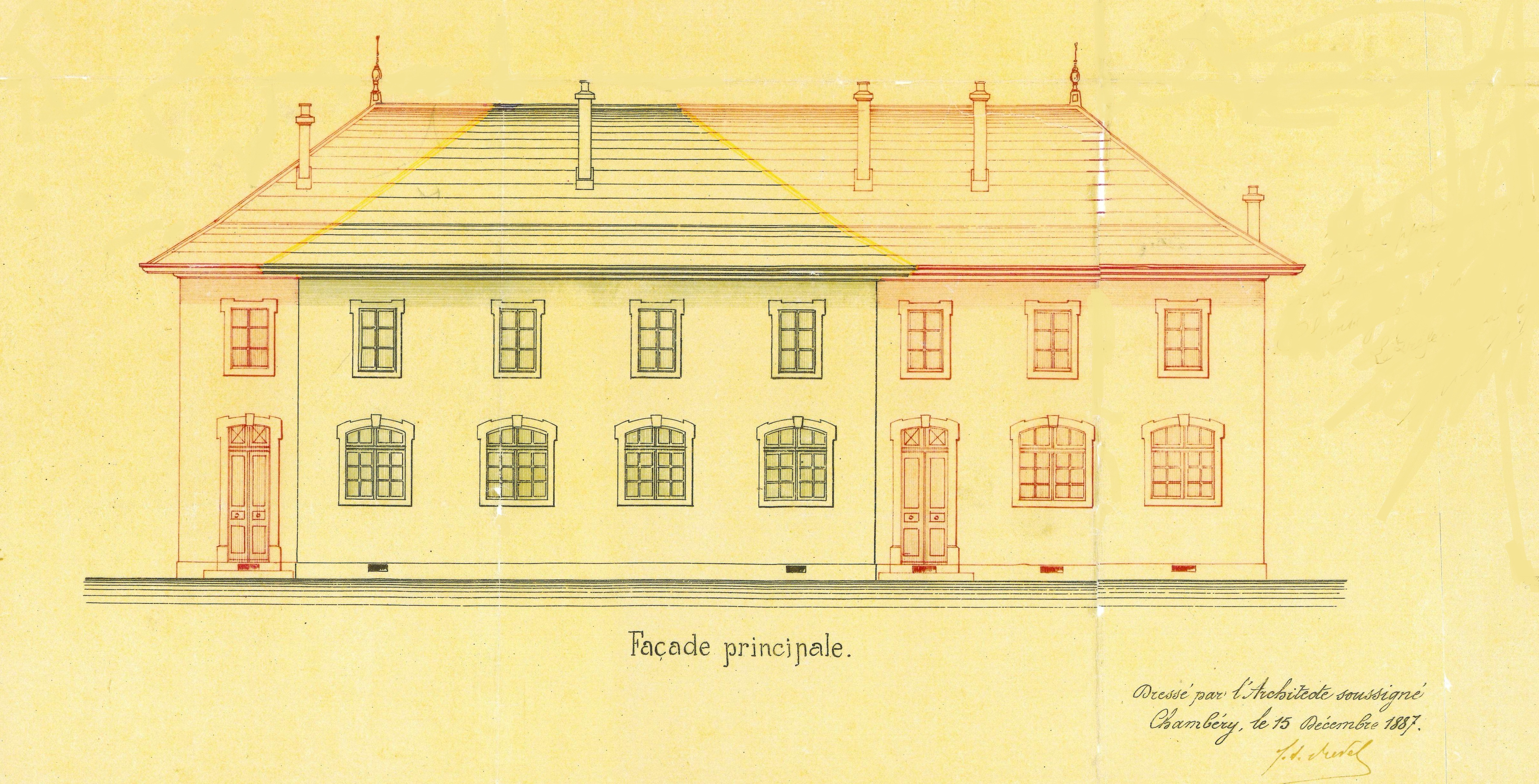
Plan de 1887.
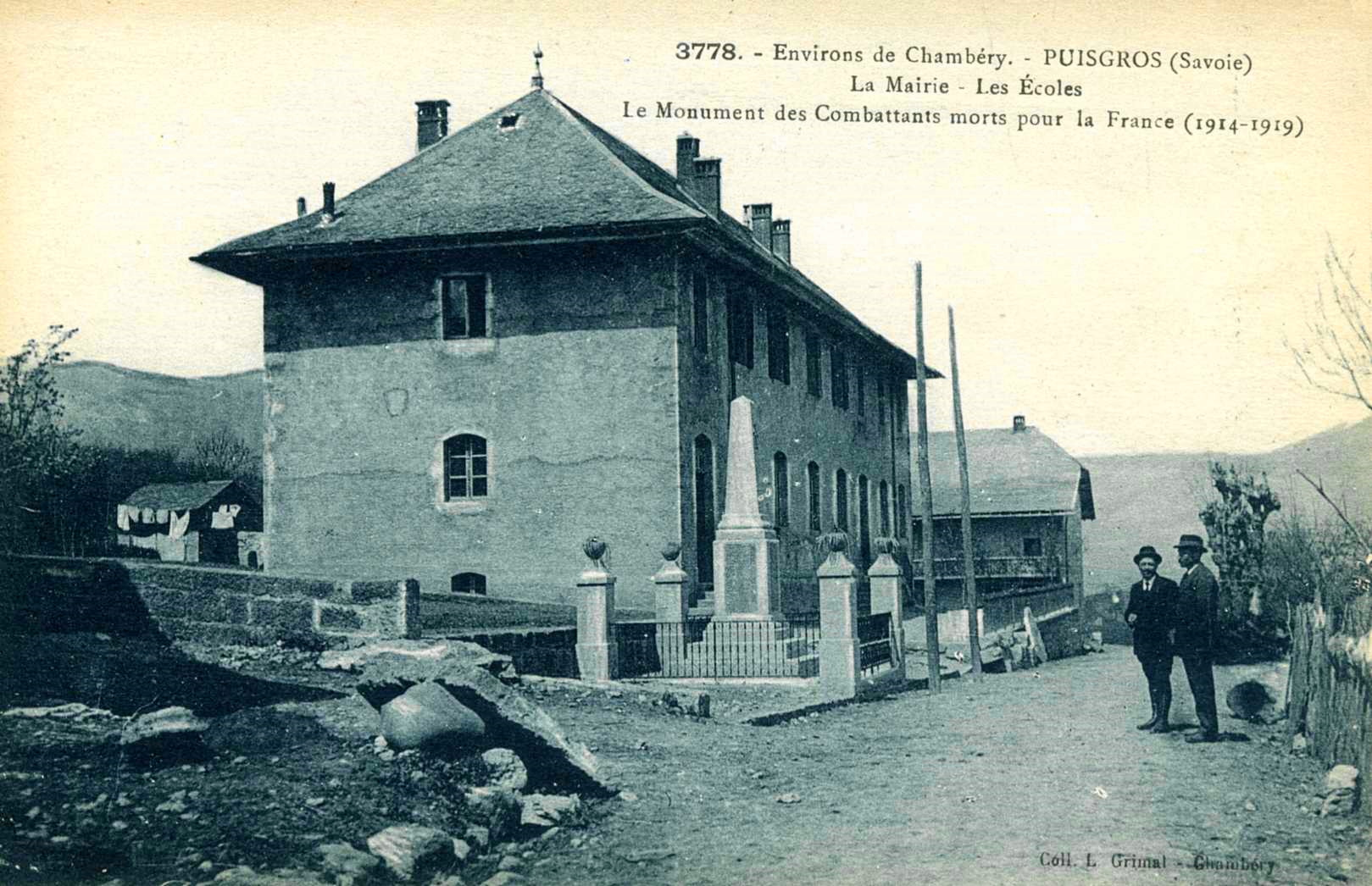
Bâtiment au début 1900.
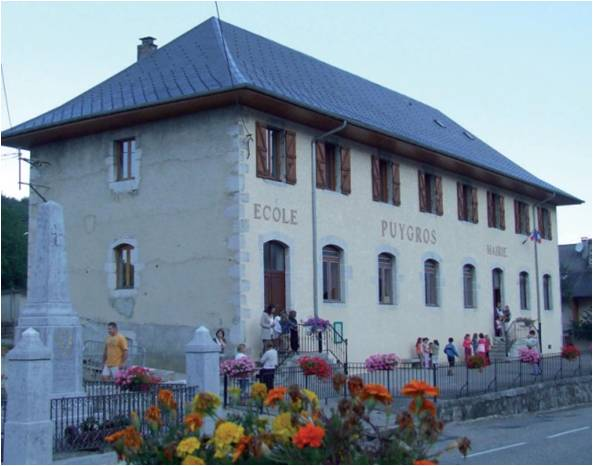
Bâtiment actuel.

De 1837 à 1866, l'école avait lieu dans la salle consulaire, construite en 1837 accolée à l'église.
Les premiers plans de l'école-mairie actuelle datent du 15 septembre 1862. Il y est noté que la commune compte 748 âmes et qu'elle est prévue pour 60 garçons et 60 filles. Ils ont été « vu et approuvé » le 18 mars 1863 par arrêté du secrétaire général de la préfecture de la Savoie.  Elle a été ouverte en 1867.
Les plans de l'agrandissement de ce bâtiment mairie-école pour l'ajout d'une classe enfantine datent du 15 décembre 1887. Ils ont été "vu et approuvé" le 8 mars 1889 par arrêté du préfet de la préfecture de la Savoie.

### Personnalités liées à la commune

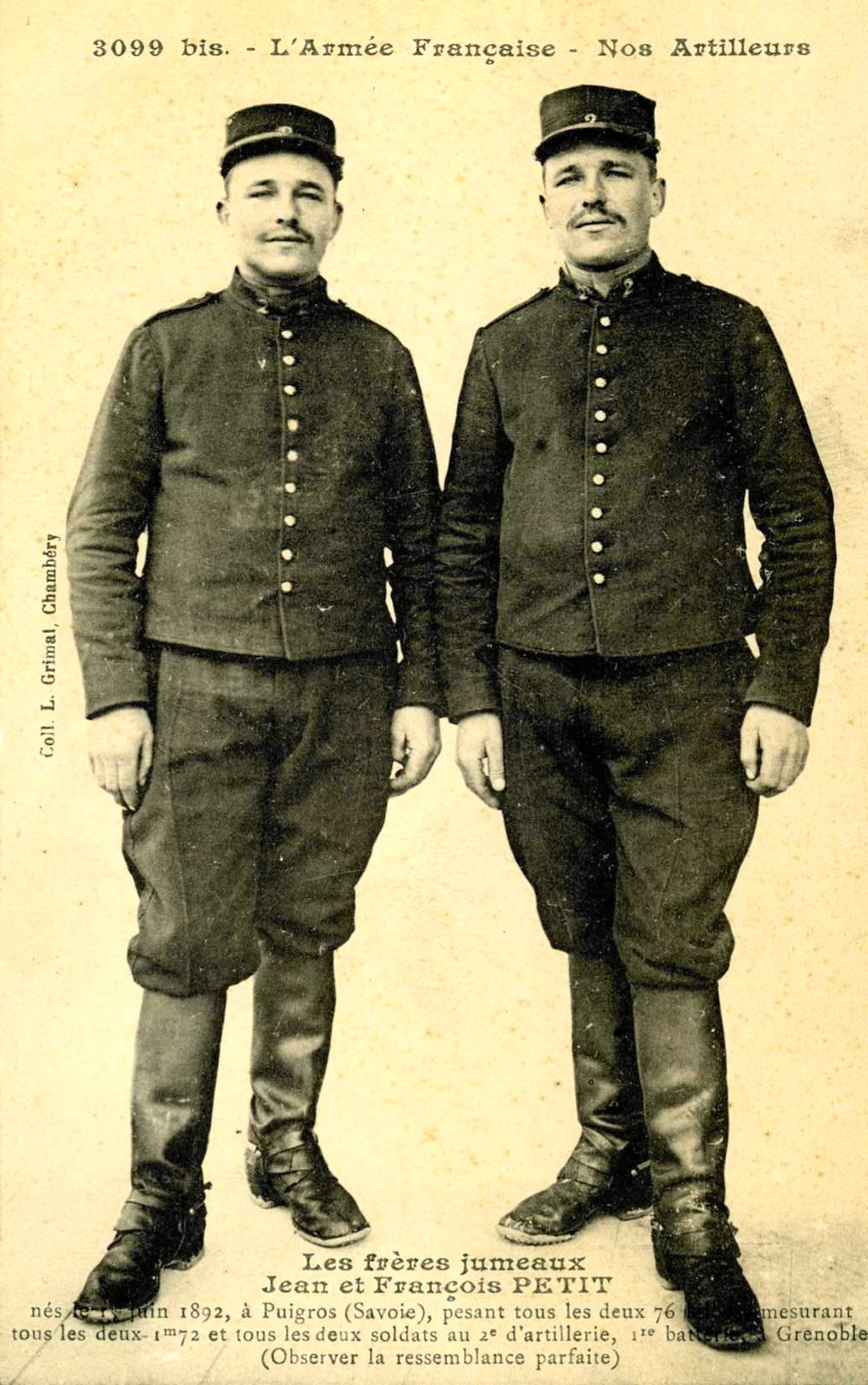
Les frères jumeaux Jean et François Petit.

Ils se ressemblaient parfaitement. Ils pesaient tous les deux 76 kilos et mesuraient tous les deux 1,72 mètre. Ils ont été tous les deux soldats au 1er bataillon du 2e régiment d'artillerie à Grenoble.
Jean est décédé le 4 octobre 1970 à Albertville et François le 14 mai 1965 à Annemasse.